# 千里浜温泉郷
千里浜温泉郷（ちりはまおんせんきょう）とは、石川県羽咋市に存在する温泉郷である。

## 概要
温泉は湯温28度、アルカリ性単純泉である。
1960年6月に地下300メートルまで掘削したところで温泉が自噴し、後に島出町の一角に『旧羽咋ヘルスセンター』が開業したのが温泉郷としての始まりである。
『千里浜温泉郷』の名称は、2010年7月15日に、羽咋市観光協会が羽咋地区における温泉地の共通名称として制定されたものである。また、温泉総選挙2020で総務大臣賞を受賞している。

## 温泉街
以下の温泉施設が存在している。
- ユーフォリア千里浜 - 当温泉の総湯。地下1,000ｍ以上の深さからくみ上げた琥珀色の天然温泉で、温水プールを備えられている[2]。
- なみなみの湯 休暇村能登千里浜[1]
- はまなす温泉 ちりはまホテルゆ華（ゆばな）[1]
- だいこん足の湯 - 道の駅のと千里浜に設置されている足湯。ちりはまホテルゆ華の温泉を引いている[1]。